# آبادین
آبادین (به اسپانیایی: Abadín) یک شهرستان در اسپانیا است.